# Community of Interest
Community of Interest (deutsch Interessensgemeinschaft) ist ein Begriff, der überwiegend von der rechnergestützten Gruppenarbeit geprägt wurde. Darunter ist eine Gruppe von Personen zu verstehen, die als Gemeinsamkeit das Interesse an einem bestimmten Thema haben, wie z. B. Briefmarkensammler oder Fans einer Popgruppe. 
Die Mitglieder der Gruppe tauschen in der Regel Ideen und Gedanken über ihr Interessensgebiet aus.
Eng verbunden ist das Konzept mit dem der Community of Practice. Hier handelt es sich um Gruppen von Personen, die als Gemeinsamkeit die Beteiligung an einem Prozess oder die Anwesenheit an einem gemeinsamen Ort (z. B. Arbeitsplatz, Wohngegend) besitzen, aber trotzdem unterschiedliche Ziele verfolgen.

## Communitys allgemein
Die Mitglieder einer Community müssen kein gemeinsames Problem bearbeiten, sondern lediglich gemeinsame Interessen haben. In seltenen Fällen mag hier ein übergeordnetes Gruppenziel existieren; ein markanter Unterschied zu Teams ist aber auch dann immer noch die räumliche und organisatorische Trennung der Arbeitsbereiche der Mitglieder (und damit das Fehlen gemeinsamer Artefakte).